# Zyklopensteine

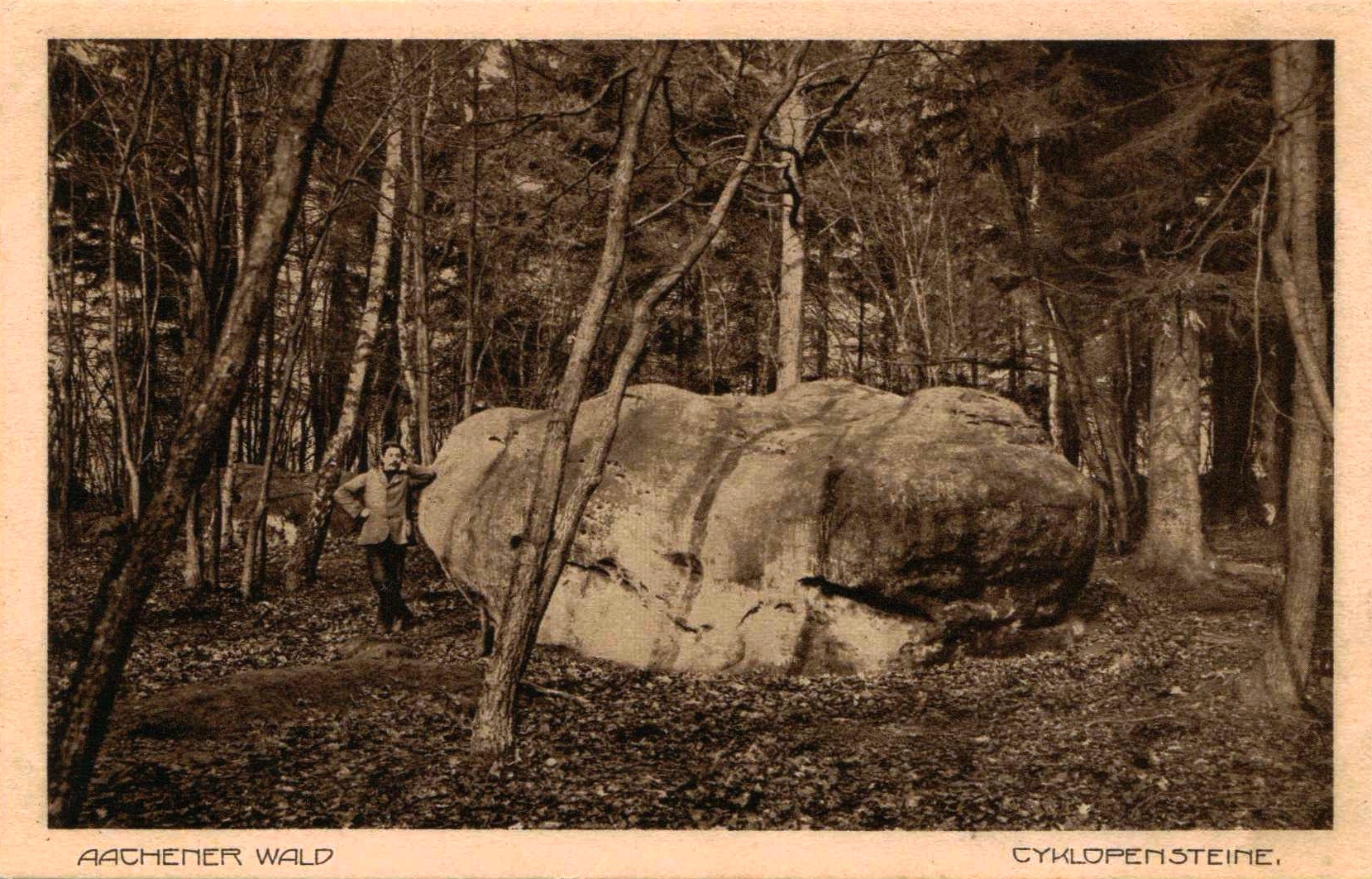
Zyklopenstein (Postkarte von 1913)

Die Zyklopensteine (Niederländisch: Cycloopstenen) sind ein aus etwa 50 Gesteinsblöcken bestehendes geologisches Naturdenkmal  im Süden des Aachener Waldes. Sie verteilen sich auf eine Fläche von ungefähr einem Hektar.

## Beschreibung
Die unterschiedlich großen Blöcke bestehen größtenteils aus verkieseltem Sand. Das Naturdenkmal befindet sich größtenteils nur wenige Meter südlich der Grenze zwischen Deutschland und Belgien auf dem Gebiet der belgischen Gemeinde Raeren und wird vom Aachener Landgraben unterteilt. Einige der Zyklopensteine finden sich jedoch auf deutschem Boden.
Ausgangsmaterial zur Bildung der Zyklopensteine war unverfestigter oberkreidezeitlicher Sand, der sogenannte Aachener Sand, der im Bereich des Aachener Waldes weit verbreitet ist und früher in zahlreichen Sandgruben, z. B. der Sandgrube Flög in Hauset, abgebaut wurde. Der Aachener Sand wurde im Santonium im Bereich eines Flachmeeres vor 85 bis 84 Millionen Jahren abgelagert. Die tropischen Klimaverhältnisse während der Oberkreide und Tertiärs  führten zu einer oberflächennahen Lösung von Quarz aus den kreidezeitlichen Sanden durch eindringendes Niederschlagswasser. In tieferen Bodenschichten wurden die kieselsäurehaltigen Lösungen unter speziellen chemischen Umgebungsbedingungen wieder ausgefällt und führten sodann zu einer partiellen Verkieselung der Sandablagerungen.  Derartige Bildungen werden als Tertiärquarzite bezeichnet und sind auf den Höhenlagen der europäischen Mittelgebirge recht weit verbreitet. Durch Erosion sind die unverfestigten Bereiche der Aachener Sande abgetragen worden, so dass die Zyklopensteine als Relikte heute auf der Oberfläche liegen.
Frühere Entstehungstheorien gingen davon aus, dass sich die Zyklopensteine ursprünglich auf einer höheren morphologischen Position befunden hätten. Während der Eiszeit sollen demnach die Steine auf ihre heutige Position gerutscht sein. Diese Theorie gilt heute als widerlegt.
Innerhalb des Verbreitungsgebietes der Zyklopensteine entspringt der Fluss Göhl.

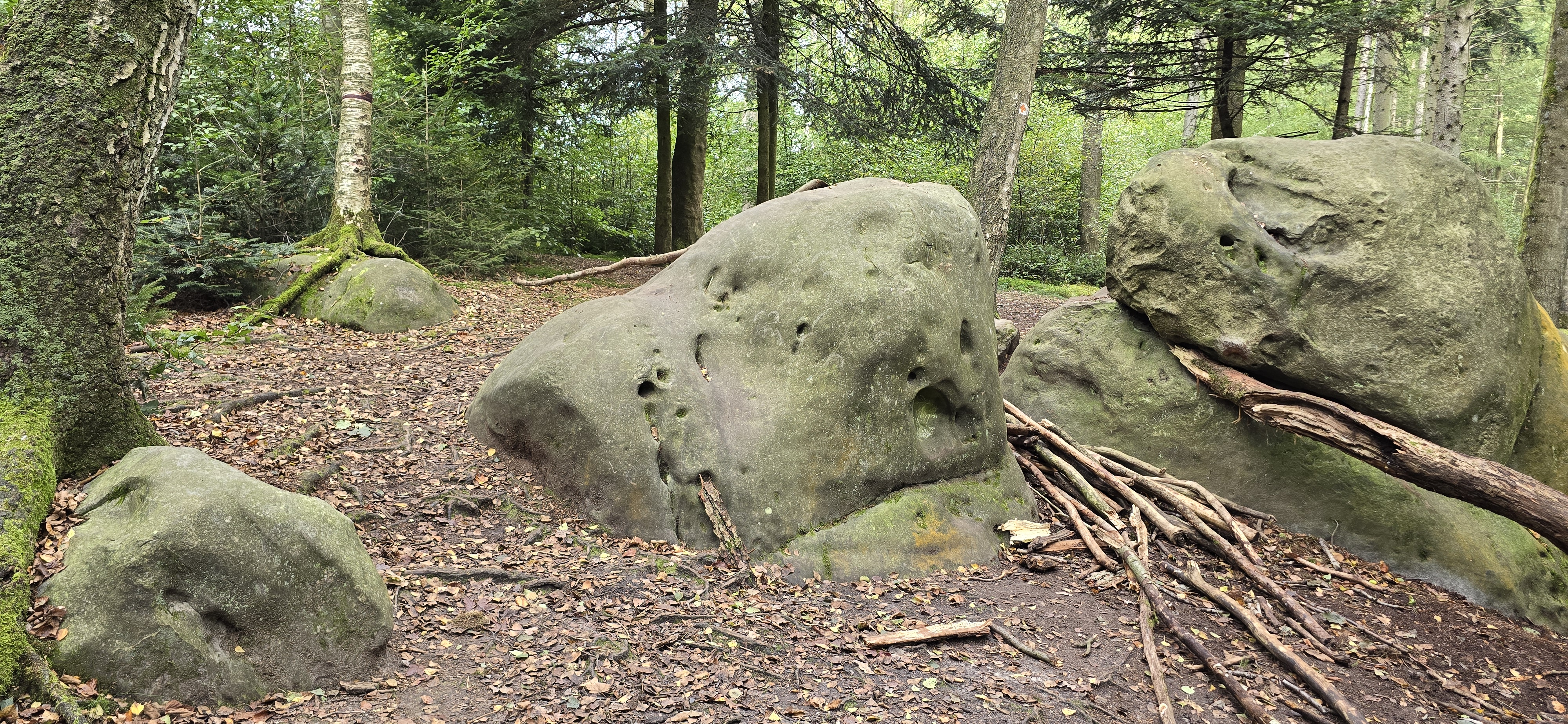
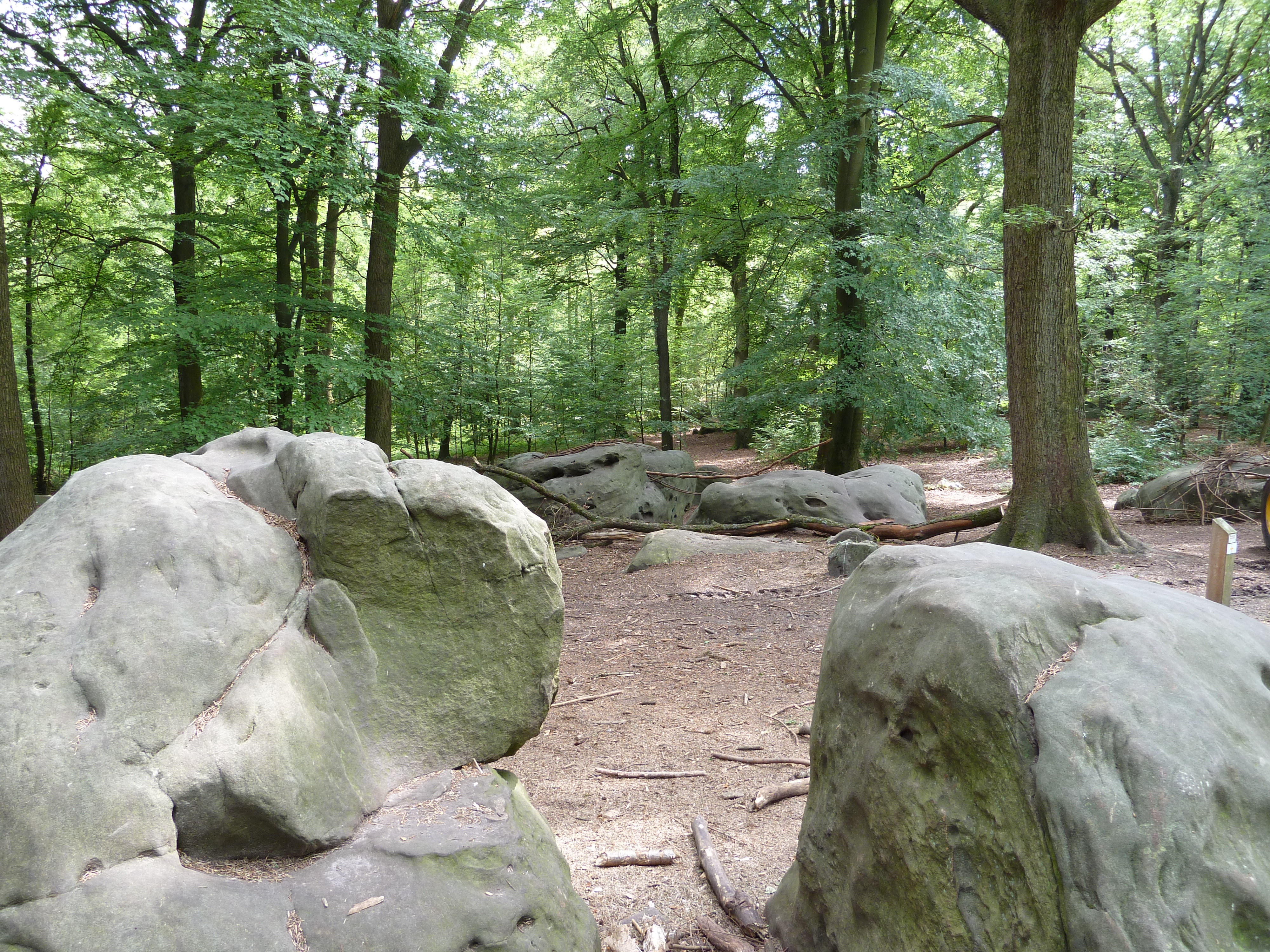
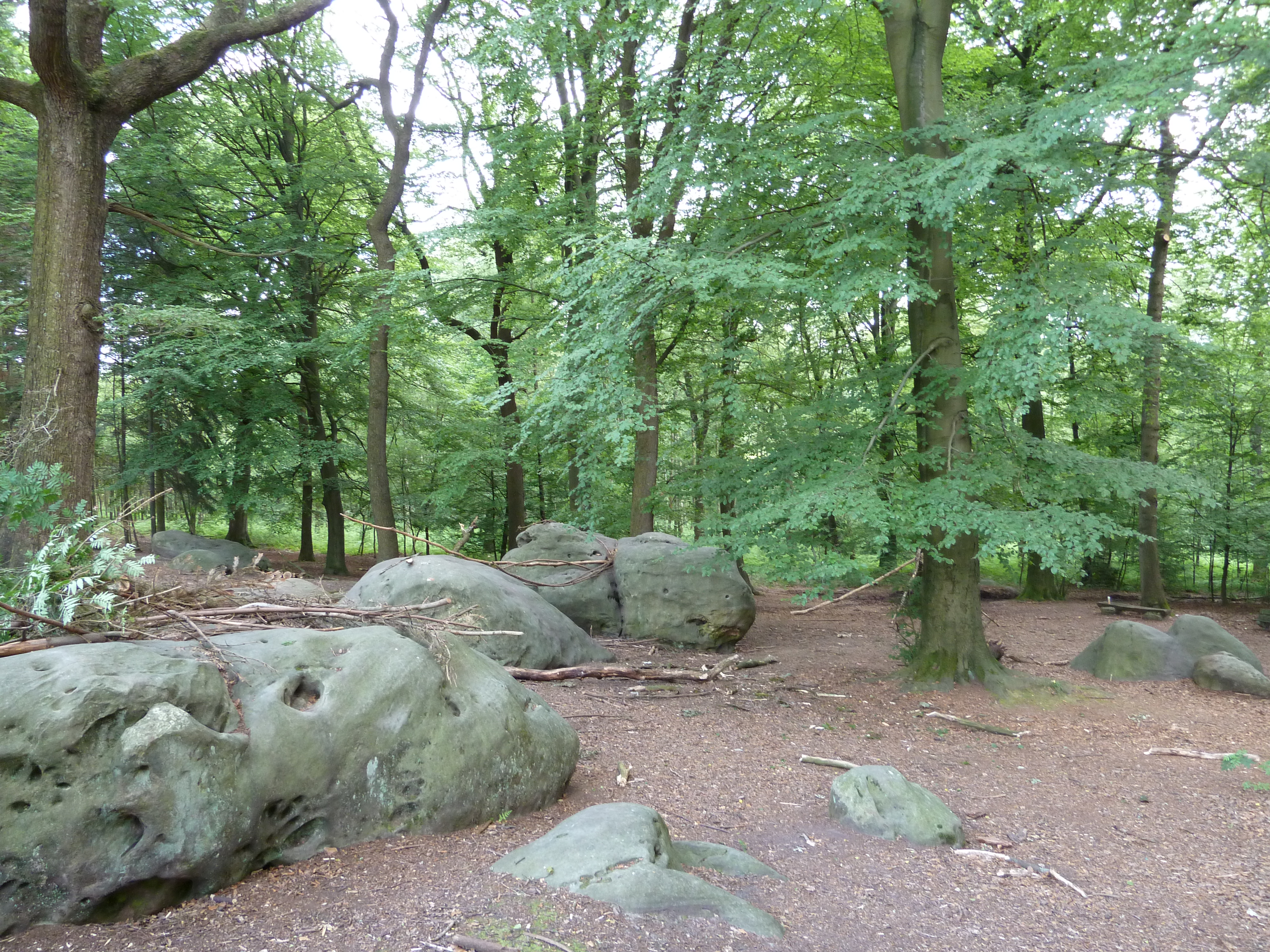
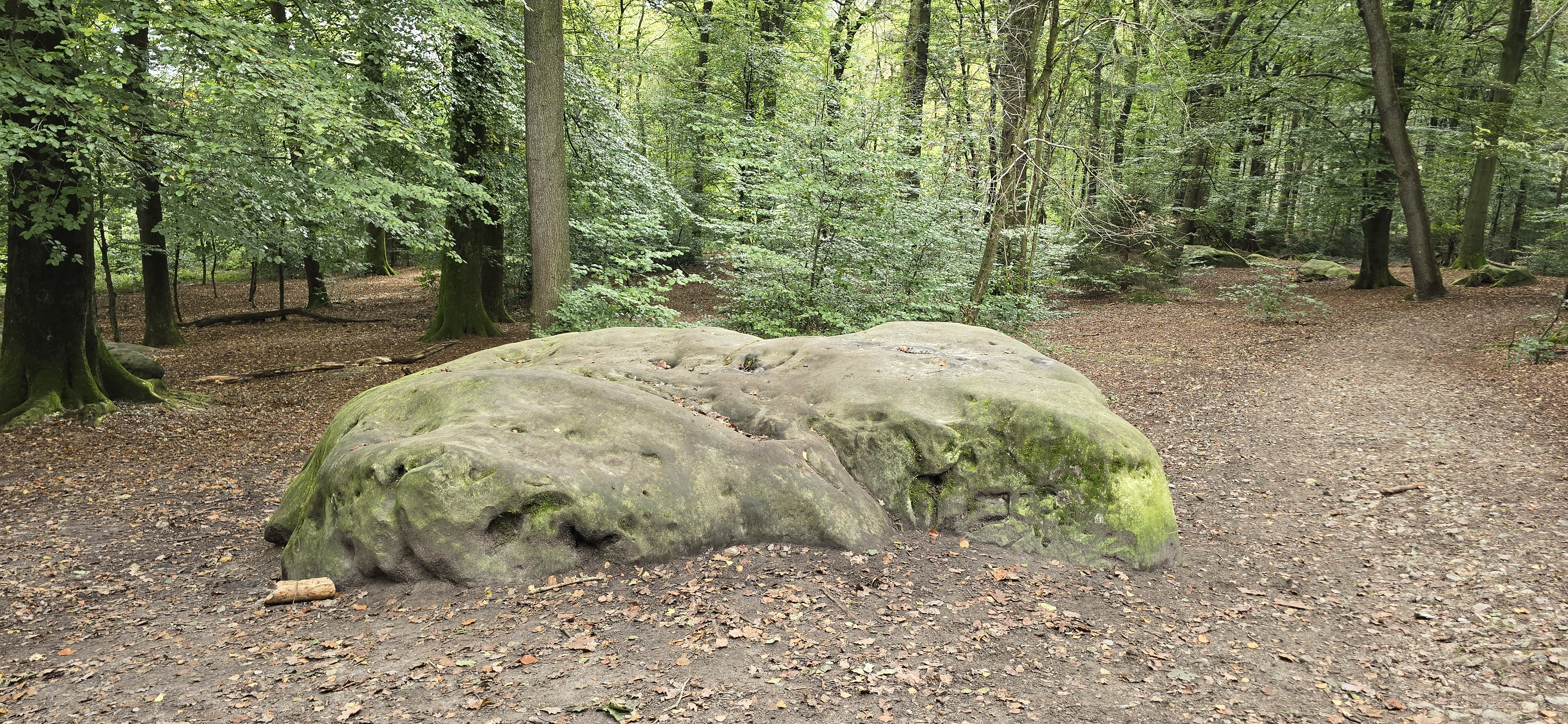